# Winpocetyna
Winpocetyna – organiczny związek chemiczny, pochodna eburnameniny, alkaloidu barwinka pospolitego, lek wpływający na krążenie krwi w mózgu.

## Działanie
Winpocetyna rozszerza naczynia krwionośne w obrębie mózgu, nie wpływa na krążenie obwodowe. Poprawia mikrokrążenie mózgowe i obniża opór naczyniowy. U osób starszych usprawnia metabolizm tkanki mózgowej, również w warunkach niedotlenienia. Zwiększa wykorzystanie glukozy i tlenu, zwiększa wytwarzanie ATP, zwiększa stężenie cAMP, poprawia parametry fizykochemiczne składników krwi. Zwiększa elastyczność krwinek czerwonych, co przyczynia się do poprawy warunków mikrokrążenia. Jest wybiórczym inhibitorem izoenzymu fosfodiesterazy typu I (PDE I). Wykazuje działanie spazmolityczne na mięśnie gładkie naczyń krwionośnych.

## Farmakokinetyka
Po podaniu p.o. osiąga maks. stężenie we krwi po 60–90 min. Jej dostępność biologiczna wynosi ok. 57%; pokarm zwiększa ją o 60–100%. Po podaniu i.v. obserwuje się dwufazową dystrybucję leku. Okres półtrwania winpocetyny wynosi 2–3 godziny. Głównym metabolitem powstającym przez hydrolizę jest kwas apowinkamowy. W moczu stwierdza się śladowe ilości leku w postaci niezmienionej.

## Wskazania
Neurologiczne i psychiczne objawy zaburzeń krążenia mózgowego na skutek udaru, miażdżycy, skurczu naczyń krwionośnych mózgu, stanów niedokrwiennych mózgu, encefalopatii pourazowej i nadciśnieniowej; leczenie wspomagające w okulistyce (retinopatia w przebiegu miażdżycy, retinopatia cukrzycowa i nadciśnieniowa), laryngologii (zaburzenia słuchu pochodzenia naczyniowego lub toksycznego, zawroty głowy pochodzenia błędnikowego).

## Działania niepożądane
Może pojawić się nieznaczna, przejściowa hipotonia, rzadziej zaburzenia rytmu serca (tachykardia, ekstrasystolia).

## Uwagi

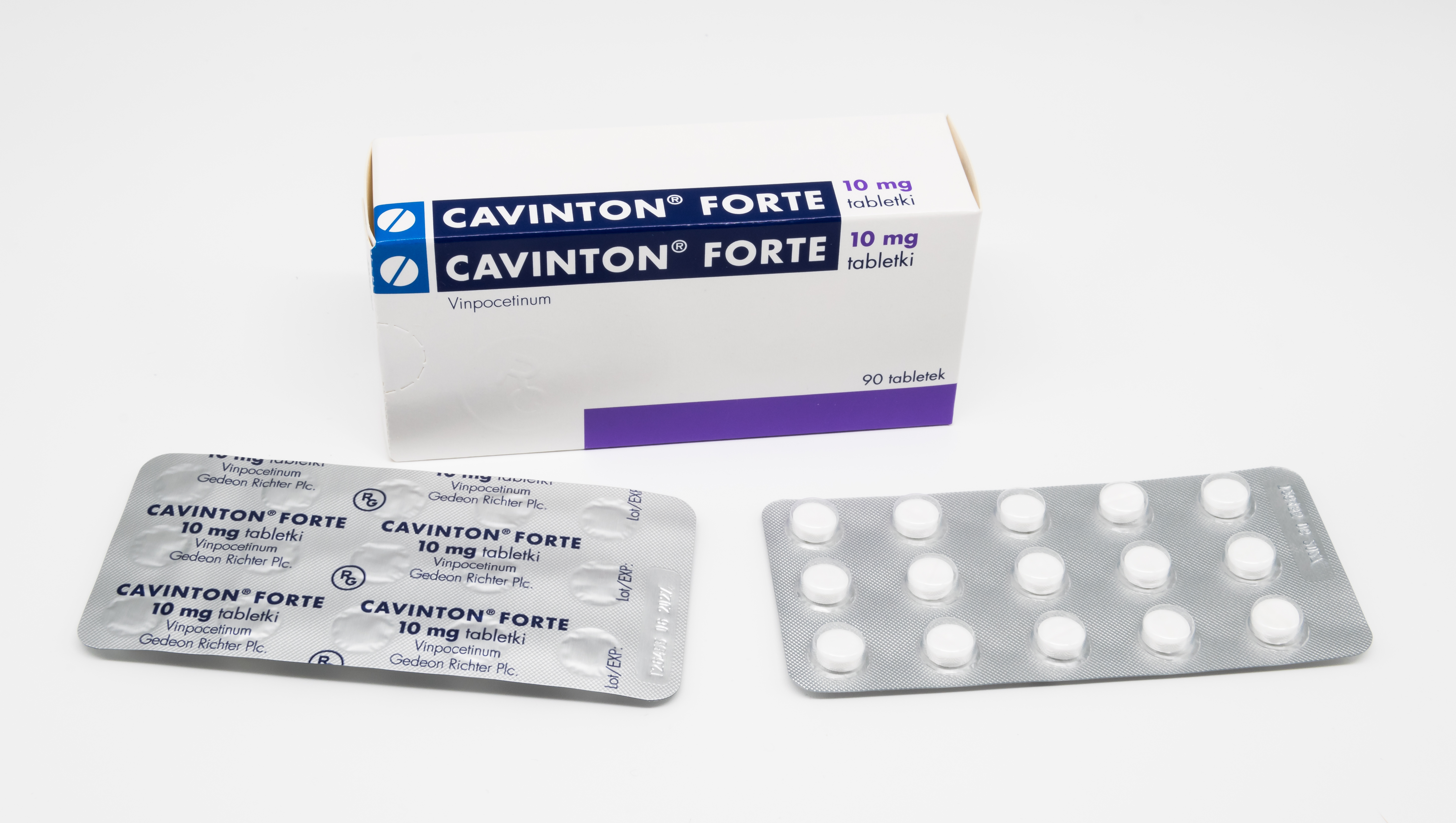
Lek z winpocetyną